# لیمبوس
لیمبوس قرنیه (به انگلیسی: corneal limbus) محل آناتومیکی تبدیل اپیتلیوم اسکلرا و ملتحمه به قرنیه بوده و گفته می‌شود که محل سلول‌های بنیادی اپیتلیال قرنیه است. در لیمبوس، اپیتلیوم مطبق استوانه‌ای ملتحمه به اپی تلیوم مطبق سنگفرشی قرنیه، و آستر مخاطی پر عروق اپیتلیوم ملتحمه به یک شبکه پرعروق لیمبال ختم می‌شود. برای تامین غذا و اکسیژنِ سلول‌های بنیادیِ لیمبوس که میتوز فعال دارند، این شبکه عروقی اهمیت فراوانی دارد. لیمبوس یک محل شایع نئوپلاسم اپیتلیال قرنیه است. آن‌ایریدیا (Aniridia)، یک ناهنجاری رشدی عنبیه است که سد طبعی بین قرنیه و سلول‌های اپیتلیال ملتحمه در لیمبوس از بین می‌رود. 

## نگارخانه

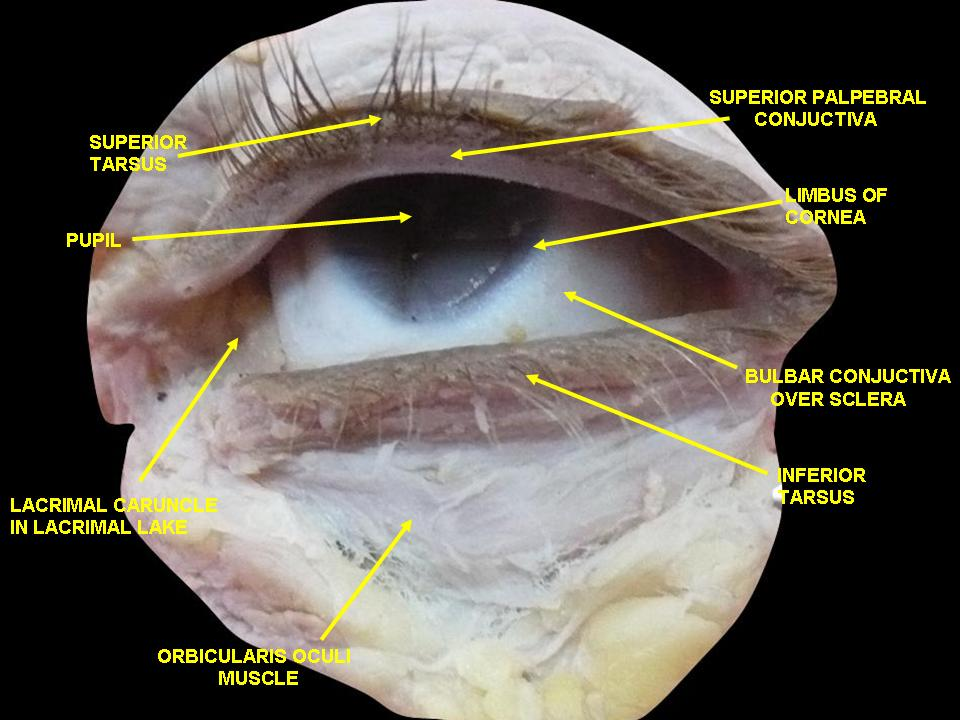
عضله چشم بیرونی. عصب سیاره ای. جداسازی عمیق